# Alberto Bettiol
Alberto Bettiol (* 29. Oktober 1993 in Poggibonsi) ist ein italienischer Radrennfahrer.

## Karriere
Bettiol wurde als Juniorenfahrer 2011 Europameister im Einzelzeitfahren und gewann eine Etappe des Giro della Lunigiana.
Zur Saison 2014 erhielt Bettiol einen Vertrag beim italienischen UCI WorldTeam Cannondale und gehörte zu den Fahrern, die im Folgejahr vom US-amerikanischen Team Cannondale-Garmin übernommen wurde. Für diese Mannschaft bestritt er mit dem Giro d’Italia 2016 seine erste Grand Tour und beendete die Rundfahrt als 86. Bei der anschließenden Polen-Rundfahrt wurde er Gesamtdritter und gewann die Punktewertung. Im selben Jahr wurde er im Zweiersprint von Oliver Naesen nach einem Ausreißversuch von ca. 50 Kilometern beim Bretagne Classic geschlagen. Weitere vordere WorldTour-Platzierungen gelangen ihm ebenfalls 2016 beim Grand Prix Cycliste de Québec als Vierter und beim Grand Prix Cycliste de Montréal als Siebter sowie 2017 als Sechster der Clásica San Sebastián. Weiters bestritt er im Jahr 2017 seine erste Tour de France, die er auf dem 90. Platz beendete.
Nach einem weniger erfolgreichen Jahr 2018 beim BMC Racing Team kehrte Bettiol zur nunmehr EF Education First genannten Mannschaft zurück. Im Frühjahr wurde er Vierter des E3 BinckBank Classic und gewann überraschend die Flandern-Rundfahrt 2019, eines der Monumente des Radsports, nach einer 14 Kilometer langen Alleinfahrt. Bei den italienischen Meisterschaften im Juni belegte er die Plätze zwei und drei im Zeitfahren und Straßenrennen.
Im Jahr 2020 gewann er im Frühjahr das Abschlusszeitfahren des Étoile de Bessèges und wurde Zweiter der Gesamtwertung. Nach der durch die COVID-19-Pandemie bedingten Rennpause wurde er Vierter bei der Strade Bianche und belegte wenig später den 18. Rang bei Mailand–Sanremo. Nach der Tour de France wurde er Vierter bei Gent–Wevelgem, konnte im Anschluss mit Rang 16 seinen Vorjahressieg bei der Flandern-Rundfahrt jedoch nicht verteidigen. Im Jahr 2021 ging Bettiol nach einem enttäuschenden Frühjahr beim Giro d’Italia an den Start, wo er die 18. Etappe gewann, nachdem er sich als Solist aus einer größeren Spitzengruppe gelöst hatte. Am Ende der Saison vertrat er Italien bei den Olympischen Spielen in Tokio und wurde 14. im Straßenrennen und Elfter im Einzelzeitfahren.
Auch in den Jahren 2022 und 2023 konnte Bettiol nicht an seine früheren Leistungen bei den Frühjahres-Klassikern anschließen, belegte jedoch bei den Straßenradsport-Weltmeisterschaften in Wollongong den achten Rang. Zuvor hatte er sich auf der 14. Etappe der Tour de France 2022 nur dem Australier Michael Matthews im Schlussanstieg von Mende geschlagen geben müssen. Zu Beginn des Jahres 2023 gewann er den Prolog der Tour Down Under und startete im Anschluss beim Giro d’Italia und der Tour de France. Beim Straßenrennen der Weltmeisterschaften 2023 griff Bettiol 55 Kilometer vor dem Ziel als Solist an, wurde 22 Kilometer vor dem Ziel vom späteren Weltmeister Mathieu van der Poel überholt und belegte letztlich den zehnten Platz. Im anschließenden Mixed-Staffel belegte er mit dem italienischen Team Rang fünf.
Die erste Saisonhälfte 2024 war für Bettiol die erfolgreichste Zeit seit langem. Er gewann das Eintagesrennen Mailand–Turin, wobei er sich 30 Kilometer vor dem Ziel vom Peloton abgesetzt hatte, das Etappenrennen Boucles de la Mayenne und wurde erstmals italienischer Meister im Straßenrennen. Bei Mailand–Sanremo und in der Flandern-Rundfahrt kam er jeweils unter die ersten Zehn. Bei der Tour de France 2024 musste er in den Pyrenäen aus Erschöpfung aufgeben.

## Erfolge
2011
- Europameister – Einzelzeitfahren (Junioren)
- Gesamtwertung, zwei Etappen und Punktewertung Giro della Lunigiana

2016
- Punktewertung Polen-Rundfahrt

2018
- Mannschaftszeitfahren Tirreno–Adriatico

2019
- Flandern-Rundfahrt

2020
- eine Etappe Étoile de Bessèges

2021
- eine Etappe Giro d’Italia

2023
- Prolog Tour Down Under

2024
- Mailand–Turin
- Gesamtwertung und eine Etappe Boucles de la Mayenne
- Italienischer Meister – Straßenrennen

## Wichtige Platzierungen
| Grand Tour            | 2014 | 2015 | 2016 | 2017 | 2018 | 2019 | 2020 | 2021 | 2022 | 2023 | 2024 |
| --------------------- | ---- | ---- | ---- | ---- | ---- | ---- | ---- | ---- | ---- | ---- | ---- |
| Giro d’ItaliaGiro     | –    | –    | 86   | –    | –    | –    | –    | 30   | –    | 48   | –    |
| Tour de FranceTour    | –    | –    | –    | 90   | –    | 68   | 62   | –    | 40   | 83   | DNF  |
| Vuelta a EspañaVuelta | –    | –    | –    | –    | –    | –    | –    | –    | –    | –    | –    |

| Weltmeisterschaft        | 2014 | 2015 | 2016 | 2017 | 2018 | 2019 | 2020 | 2021 | 2022 | 2023 | 2024 |
| ------------------------ | ---- | ---- | ---- | ---- | ---- | ---- | ---- | ---- | ---- | ---- | ---- |
| StraßenrennenStraße      | –    | –    | –    | 28   | –    | 25   | 18   | –    | 8    | 10   | –    |
| EinzelzeitfahrenEZF      | –    | –    | –    | –    | –    | –    | –    | –    | –    | –    | –    |
| MannschaftszeitfahrenMZF | –    | –    | –    |      | –    | –    | –    | –    | –    | 5    | –    |

| Monument                 | 2014 | 2015 | 2016 | 2017 | 2018 | 2019 | 2020 | 2021 | 2022 | 2023 | 2024 | 2025 |
| ------------------------ | ---- | ---- | ---- | ---- | ---- | ---- | ---- | ---- | ---- | ---- | ---- | ---- |
| Mailand–Sanremo          | –    | –    | –    | 37   | 95   | 36   | 18   | 109  | 131  | 54   | 5    | 57   |
| Flandern-Rundfahrt       | –    | –    | DNF  | 24   | DNF  | 1    | 16   | 28   | DNF  | –    | 9    | –    |
| Paris–Roubaix            | –    | –    | –    | –    | –    | –    | –    | –    | –    | –    | DNF  | –    |
| Lüttich–Bastogne–Lüttich | DNF  | –    | –    | –    | DNF  | DNF  | DNF  | –    | 69   | –    | –    |      |
| Lombardei-Rundfahrt      | –    | 89   | DNF  | DNF  | DNF  | –    | DNF  | –    | DNF  | –    | –    |      |